# Pflegemodell
Als Pflegemodell werden innerhalb der professionellen Gesundheits- und Kranken- und Altenpflege theoretische Ansätze verstanden, die professionelle Pflege umfassend zu beschreiben, zu erklären und als Disziplin abzugrenzen suchen. Häufig werden die Begriffe Pflegetheorie und Pflegemodell gleichgesetzt.
Ein Pflegemodell ist eine allgemeine und damit recht abstrakte Theorie über die Pflege. Davon abzugrenzen sind Pflegetheorien mittlerer Reichweite, die dazu dienen, bestimmte Pflegeprobleme bzw. Phänomene zu beschreiben, zu erklären oder vorauszusagen (z. B. das Sturzrisiko oder das Dekubitusrisiko).
Grundsätzlich sind die Konzepte und Vorstellungen, die einem Pflegemodell zugrunde liegen, nicht an vorliegende Organisationsstrukturen gebunden und können in unterschiedlichen Pflegesystemen zur Anwendung kommen.

## Aufgabe eines Pflegemodells
Ein Pflegemodell stellt einen theoretischen Bezugsrahmen für die Pflegepraxis dar. Es versucht die Aufgaben und Tätigkeiten der beruflich Pflegenden zu definieren, nicht zuletzt in Abgrenzung zur Medizin und zur Laienpflege.
Wesentlich ist der Hinweis, dass Pflegemodelle sich i. d. R. nicht darauf beschränken, Pflege empirisch zu beschreiben. Vielmehr wird in ihnen auch dargelegt, wie sie sein sollte. In den Soll-Aussagen bzw. Vorschriften für eine „ideale“ Pflege spiegeln sich aber naturgemäß recht stark die persönlichen Werte und Überzeugungen der Autorin(en) des jeweiligen Pflegemodells wider, d. h. nicht zuletzt ihr persönliches Menschen- und Weltbild.
Für Pflegemodelle gilt gleichermaßen, was Friedemann Schulz von Thun allgemein über die Funktion von Modellen festhält:
„[Modelle] sind vereinfachte, komplexitätsreduzierende, aber das Wesentliche hervorhebende Abbilder der Wirklichkeit zwecks verständlicher Didaktik und praktischer Handhabbarkeit. Sie haben nicht die Aufgabe, Zusammenhänge ursächlich zu erklären, sondern sichtbar und ‚griffig‘ zu machen. Sie sind für den Praktiker, damit er sich in einem Gegenstandsbereich zu orientieren vermag. Vielleicht gelingt es den Modellen auch, ihm die Augen zu öffnen, sodass er bestimmte Aspekte in der Wirklichkeit deutlicher wahrnimmt, als wenn er nicht durch das Modell auf diese Dinge gestoßen würde.“

## Grundlagen und Gemeinsamkeiten konzeptioneller Pflegemodelle
Die Pflegemodelle enthalten in der Regel die Aussagen zu den als wesentlich betrachteten Punkten, den sogenannten Metaparadigmen der Pflege, die sowohl Person, Gesundheit, Umgebung sowie Pflege umfassen. Pflegewissenschaftlich gilt das Paradigmendenken als überwunden, die Pflegemodelle folgen jedoch in der Regel diesen zentralen Faktoren und verbinden diese, allerdings kann sich die Gewichtung der Faktoren deutlich unterscheiden.
Mensch
Ein wesentlicher Faktor innerhalb eines Pflegemodells ist der pflegebedürftige Mensch, der im Mittelpunkt des pflegerischen Handelns steht. Pflegemodelle enthalten in der Regel Aussagen zum Menschenbild, der Kommunikation und/oder den Bedürfnissen des Gepflegten.
Umgebung
Die Umgebung des Pflegebedürftigen und die Pflegeumgebung stellen ebenfalls einen wichtigen Faktor innerhalb der verschiedenen Pflegemodelle dar. Einzelne Pflegemodelle nehmen besonderen Bezug auf das psychosoziale Umfeld und die Einbeziehung der Umweltfaktoren in den Pflegeprozess.
Gesundheit und Krankheit
Für alle Pflegemodelle ist das Verständnis von Gesundheit und Krankheit und deren soziokulturelle Bedeutung eine wesentliche Grundlage der Konzeption.
Pflege
Konzeptionelle Pflegemodelle liefern theoretische Begründungen und die Beschreibung des grundlegenden Verständnisses der Pflege an sich, sie beschreiben unter anderem die Ausrichtung, Orientierung und den Professionalisierungsgrad der Pflegekräfte. In manchen Pflegemodellen werden auch die erforderlichen persönlichen Voraussetzungen, Soziale Kompetenz (Soft Skills) und Fähigkeiten der Pflegepersonen thematisiert.

## Arten von Pflegemodellen

### Bedürfnismodelle/Lebensmodelle
Menschen entwickeln, insbesondere in defizitären Situationen, das Bedürfnis, den erlebten Mangel abzustellen. In Bedürfnismodellen ist es die Aufgabe der Pflegekraft diese Bedürfnisse zu erkennen, zu erfassen und diesen Mangel im Rahmen der pflegerischen Möglichkeiten abzuschaffen und das Bedürfnis zu befriedigen. Ein bedürfnisorientiertes Modell ist beispielsweise das von Monika Krohwinkel entwickelte Konzept der Aktivitäten und existenzielle Erfahrungen des Lebens.

### Interaktionsmodelle
Der Schwerpunkt im Interaktionsmodell liegt in der Aktion, Reaktion und Interaktion zwischen Patient und Pflegeperson und seiner Umgebung. Pflegender und Gepflegter kommunizieren die gemeinsame Zielsetzung, die hierfür notwendigen Maßnahmen und die Zielrealisation. Die Versetzung des Pflegebedürftigen in einen Zustand, in dem die adäquate Erfüllung sozialer Rollen möglich ist, wird als zentrale pflegerische Aufgabe verstanden. Ein Beispiel ist das Interaktionsmodell nach Imogene King.

### Pflegeergebnismodelle
Pflegeergebnismodelle gehen davon aus, dass Krankheit nicht kompensiert, sondern Gesundheit, Selbständigkeit und Wohlbefinden gefördert werden sollte. Beispielsweise soll zwischen dem gepflegten Menschen und seiner Umwelt eine harmonische Balance geschaffen werden. Weitere Elemente der qualitäts- und ergebnisorientierten Modelle können die Sicherheit und die Wirtschaftlichkeit der Pflege sein, unter besonderer Berücksichtigung pflegeethischer Grundsätze.

### Humanistische Modelle
Diese Modelle gehen von einer phänomenologischen Perspektive aus, die bestimmte Aspekte und Phänomene der Pflege beschreiben und analysieren. Teilweise wird die Pflege selbst als Phänomen betrachtet. Die Hinwendung zum Patienten und seiner subjektiven Wahrnehmung wird in diesem Zusammenhang als Pflegehandlung verstanden. Der humanistische Ansatz der Pflegemodelle bezieht sich dabei in der Regel auf eine bestimmte Gruppe von Personen, diese können einem bestimmten Kulturkreis angehören oder an einer bestimmten Erkrankung leiden. Ein Beispiel für dieses Modell ist das Humanistische Pflegemodell nach Josephine G. Paterson und Loretta T. Zderad.

## Verbreitete Pflegemodelle
Nach den grundlegenden Überlegungen Florence Nightingales Anfang des 20. Jahrhunderts, entstanden die ersten Bedürfnispflegemodelle, die von Virginia Henderson und Hildegard Peplau in den 1950ern und das wegweisende Pflegemodell der Lebensaktivitäten von Nancy Roper, Winifred Logan und Alison Tierney, das in den 1970ern formuliert wurden. Nachfolgend entstanden weitere Modelle, die von diesen Arbeiten beeinflusst wurden. Hierzu gehören das Aktivitäten des täglichen Lebens-Modell von Liliane Juchli und das weiterentwickelte Konzept der Aktivitäten und existenzielle Erfahrungen des Lebens von Monika Krohwinkel.
Pflegemodelle, die auf anderen Schwerpunkten basieren sind beispielsweise das Selbstpflegedefizitmodell nach Dorothea Orem, das Psychobiographische Pflegemodell nach Erwin Böhm und das Sunrise-Modell Madeleine Leinigers. Für die psychiatrische Pflege ist neben Peplaus Konzept der Zwischenmenschlichen Beziehungen in der Pflege auch das von Callista Roy entwickelte Adaptionsmodell von Belang.